# وسادة الصدر

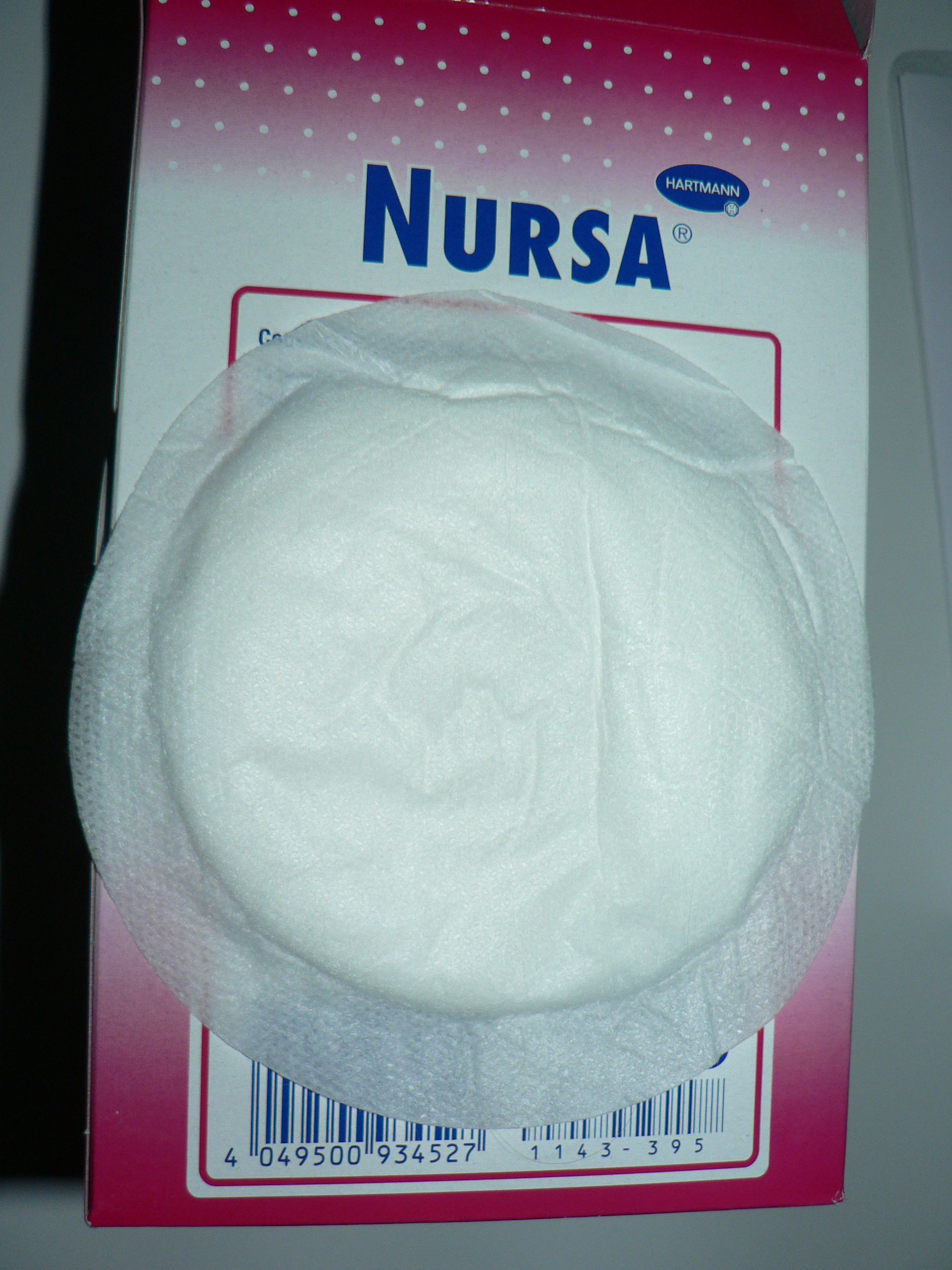
وسادة الصدر

وسادة التمريض (أو وسادة الصدر ) هي عبارة عن قطعة قماش أو وسادة يمكن التخلص منها تلبس على حلمة وثدي الأم المرضعة لامتصاص أي لبن قد يتسرب أثناء الرضاعة. يتم إدخالها بين حمالة الصدر والثدي . و هذه الوسائد يمكن التخلص منها بسهولة فيمكن شرائها عبر الإنترنت أو في المتاجر المتخصصة بهذا الغرض . يمكن غسل هذه الوسادات القماش القابلة لإعادة الاستخدام واستخدامها أكثر من مرة. قد تكون هذه أقل تكلفة. سيؤدي تغيير الوسادة عندما تكون رطبة إلى إبقاء الحلمة نظيفة وجافة. 

## أنواع
تتمتع وسادات التمريض أو وسادة الثدي بكونها تأتي في أشكال وأحجام مختلفة ويمكن أن تكون قابلة لإعادة الاستخدام. يمكن تطبيعها على شكل صدر الشخص أو تأتي بشريط لاصق لتثبيت الوسادة في مكانها علي صدر المراءة. هناك خمسة أنواع من وسادة التمريض: 1- يمكن التخلص منها 2- قابلة لإعادة الاستخدام 3- المحلية الصنع 4- السيليكون 5- الهيدروجيلية .  

### أولا الوسادة ذات الاستعمال لمرة واحدة
وسادات التمريض التي يمكن التخلص منها هي وسادات تستخدم مرة واحدة يتم التخلص منها لاحقًا. أنها تأتي في مختلف الأشكال والأحجام، وكذلك تختلف في السمك. لديها بطانة من البلاستيك داخلها لمنع التسرب اللبن. تمتاز بكونها مريحة ومناسبة للسفر لأنها لا تحتاج إلى الغسيل. ومع ذلك، يمكن أن تكون باهظة الثمن على المدى الطويل وليست صديقة للبيئة. تحتفظ الوسادات الوسادة ذات الاستعمال لمرة واحدة بالرطوبة عند ارتداؤها لفترة طويلة ولذلك تسبب في وجع في حلمة الصدر .فلذلك يُنصح بتغييرها في كثير من الأحيان.  

### ثانياً الوسائد القابلة لإعادة الاستخدام
وهي عباراة عن وسائد مصنوعة التي صنعت خصيصاُ لتصبح قابلة لإعادة الاستخدام من القماش وتأتي في مختلف الأشكال والأحجام والسمك. و بالمقارنة بالنوع الأول من الوسائد تمتاز بكونها صديقة للبيئة وفعالة من حيث التكلفة على المدى الطويل. يمكن غسلها باليد أو المغسلة. ومع ذلك، من المهم التأكد من أنك قد اشترىِ وسادات متعددة عندما تكون تلك المتسخة في الغسيل. ومع ذلك، اشتكت بعض النساء من أن وسائد التمريض القابلة لإعادة الاستخدام غالبًا ما تتغير.  

### ثالثاً الوسائد المحلية الصنع
و هي عباراة عن نوع من وسائد الصدر التي يمكن صنعها في المنزل بسهولة ودون تكاليف كبيرة باستخدام فوط أو حفاضات صحية و يمكن التخلص منها. كما يمكن تصنيعها باستخدام قماش ناعم أو منديل أو مادة من القطن. و يجب قطع وسادات التمريض محلية الصنع بشكل دائري، ويجب خياطة بضع طبقات معًا لجعلها مانعة للتسرب ومناسبة للدخول في حمالة الصدر. و يجب تجنب استخدام المواد الاصطناعية واستخدام الأقمشة القطنية الناعمة بحيث أنها لا تهيج الجلد.  

### رابعاً وسائد السيليكون
هي عباراة عن نوع من وسائد التمريض التي تصنع من مادة السيليكون الطبية . علي الرغم ان هذه الوسادة ليست ماصة، لكنها تقوم بعمل ضغط لطيف على الثدي لتجنب التسرب. و علي هذه الوسادة سطح لاصق يلتصق مباشرة بالثدي. و يمكن ارتداؤها مع أو بدون حمالة صدر وهي رقيقة جدًا. يمكن ارتداؤها أيضًا تحت فساتين سهرة أو ملابس سباحة . ومع ذلك، قد تجد بعض النساء وسادات التمريض المصنوعة من السيليكون مزعجة بسبب أنها تزيد من حساسية الجلد حول منطقة الثدي خلال فترة ما بعد الولادة والرضاعة الطبيعية .  

### خامساً الوسائد الهيدروجيلية
تعتبر الوسادة الهيدروجيلية عباراة عن وسادة لا تستخدم لمنع التسرب، ولكنها تستخدم لعلاج التهيج والأوجاع حول حلمة الثدي . و يمكن تخزين هذه الفوط في الثلاجة واستخدامها لاحقًا لتوفير الراحة للصدر.  